# Andrei Ioniță
Andrei Ionuț Ioniță (nacido en enero de 1994, en Bucarest) es un violonchelista rumano. Ganó el primer premio en la sección de violonchelo del 2015 Concurso Internacional Chaikovski.
Ioniță comenzó a estudiar piano cuando tenía cinco años de edad y comenzó las clases de violonchelo tres años más tarde. Cursó sus estudios en la Universidad de las Artes de Berlín bajo Jens Peter Maintz. En 2003, ganó el Concurso Internacional de Violonchelo David Popper, y en 2013 ganó el primer premio en el Concurso Internacional Aram Jachaturián. Un año más tarde, se llevó el segundo lugar en el 63.º Concurso Internacional ARD y en el Concurso Emanuel Feuermann. Ha tocado en el Petit Palais de París, la Konzerthaus de Berlín y la Deutsche Oper, entre otros lugares. A partir de 2015, ha debutado con orquestas como la Orquesta Filarmónica de Berlín, la Orquesta Filarmónica de Tokio, la Orquesta Mariinsky, y la Deutsches Symphonie Orchester Berlin. 
Ionita toca con un violonchelo de Giovanni Battista Rogeri de 1671 prestado por la Fundación Alemana para la Vida Musical.

## Discografía
- 2018 - IBS Classical - Obras para piano, clarinete y chelo de Johannes Brahms, con Juan Pérez Floristán  (piano) y Pablo Barragán (clarinete)